# Свети Атанасий (Агиос Космас, 1750)
Вижте пояснителната страница за други значения на Свети Атанасий.
„Свети Атанасий“ (на гръцки: Ναός Αγίου Αθανασίου) е православна църква, главен храм на гревенското село Агиос Космас (Чирак), Егейска Македония, Гърция. Църквата е построена около 1750 година върху основите на по-стар храм на централния площад. Представлява правоъгълна базилика. В 1950 година е реставрирана. Каменните канделабри в църквата са дело на Георгиос Лазос Вранкас.